# Sidnei de Santana
Sidnei "Sidao" de Santana (Salvador, 27 de julio de 1983 - Logroño, 3 de septiembre de 2023), fue un jugador de baloncesto profesional de origen brasileño (y con pasaporte español).

## Carrera deportiva
Desarrolló la práctica totalidad de su carrera deportiva en las divisiones inferiores del baloncesto español, militando en clubes como el Tarragona 2016,el C.B. Plasencia Galco durante varias temporadas. También en el Cáceres 2016 o el Club Baloncesto Clavijo.
Medía 2,15 metros, y ocupaba la posición de pívot. 
Fallece en Logroño el 3 de septiembre de 2023.

## Trayectoria profesional
- 2003-2004 LEB 2. Rayet Guadalajara
- 2004-2006 LEB. Club Baloncesto Plasencia
  - 2005-2006 EBA. Rayet Guadalajara (disputó tan solo la Fase Final a 8)
- 2006-2007 LEB 2. Grupo Cibo Llíria
- 2007-2008 LEB Plata. Cáceres 2016 (abandonó el club a mitad de temporada)
  - 2007-2008 LEB Plata. Tarragona 2016 (se incorporó a mitad de temporada)
- 2008-2011 LEB Plata. CB Clavijo Caja Rioja
- 2011-2012 Liga de Angola. Recreativo do Libolo
- 2012-2013 LEB Oro.  KNet & Eniac
- 2013-2014 Liga de Angola. Recreativo do Libolo
- 2017-2019 Liga leb plata. Obila Club de Basket
- 2019- Liga Ouro de Basquete. São Paulo Futebol Clube